# Flotow (Adelsgeschlecht)

Wappen derer von Flotow

Die Familie von Flotow ist ein mecklenburgisches Uradelsgeschlecht, das mit Godefridus de Vlotowe am 22. Juni 1241 erstmals urkundlich erscheint.

## Geschichte
Name und Wappen machen die Herkunft des Geschlechts aus der Herrschaft Vlotho an der mittleren Weser wahrscheinlich, wo ein Godefridus de Vlothowe 1183 und 1187 zuerst auftritt.
Die Stammreihe des mecklenburgischen Geschlechts beginnt mit Andreas von Flotow (1477–1485) auf Stuer und Woldzegarten, Amtshauptmann in Plau.
Georg Friedrich von Flotow (1786–1876) war königlich bayerischer Kämmerer und General und wurde am 4. Januar 1829 in den bayerischen Freiherrenstand erhoben. Sein Enkel Ludwig Freiherr von Flotow (1867–1948) war letzter Außenminister Österreich-Ungarns.
Im Einschreibebuch des Klosters Dobbertin befinden sich 40 Eintragungen von Töchtern der Familien von Flotow von 1802–1903 aus Stuer, Vorwerk, Walow, Woldzegarten, Suckow, Kogel und Reetz zur Aufnahme in das dortige adelige Damenstift.
Es besteht ein 1937 gegründeter Familienverband.

## Wappen

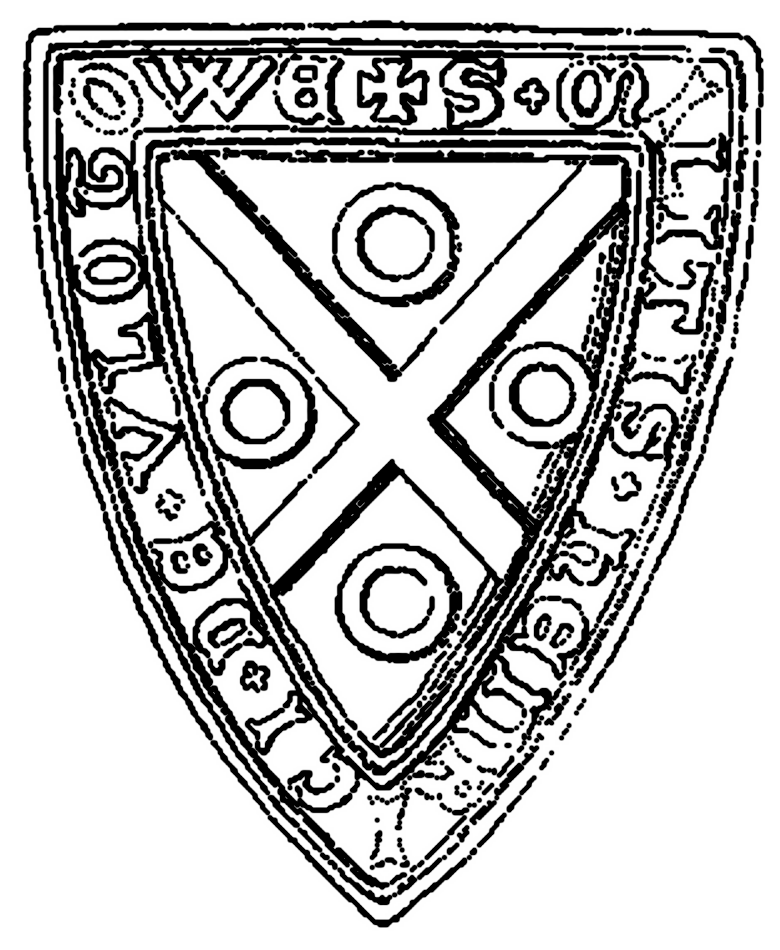
S. Militis Henrici de Vlotowe 1277

Das Wappen zeigt auf rotem Grund ein silbernes Kreuz in dessen Winkeln vier goldene Ringe stehen. Auf dem Helm mit rot-silbernen Decken sitzt eine Taube zwischen zwei von Silber und Rot geteilten, oben durch einen grünen Kranz verbundenen Hörnern. Sie hält einen goldenen Ring im Schnabel.

## Güter in Mecklenburg-Vorpommern
Dem Uradelsgeschlecht derer von Flotow gehörten vormals folgende Güter im heutigen Mecklenburg-Vorpommern: Altenhof, Balow, Grabowhöfe, Grüssow, Groß Gievitz, Groß Kelle, Kambs, Kogel, Massow, Reez (in der Gemeinde Dummerstorf), Stuer (Burg Stuer), Teutendorf (in der Gemeinde Sanitz), Walow, Woldzegarten (in der Gemeinde Leizen).

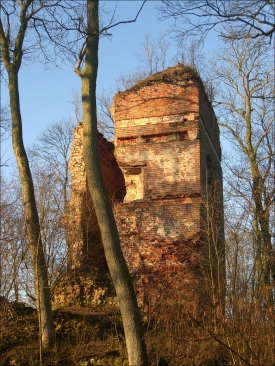
Burg Stuer, ab Ende des 13. Jahrhunderts bis 1660 Stammsitz, das Gut bis 1945 im Besitz der Familie
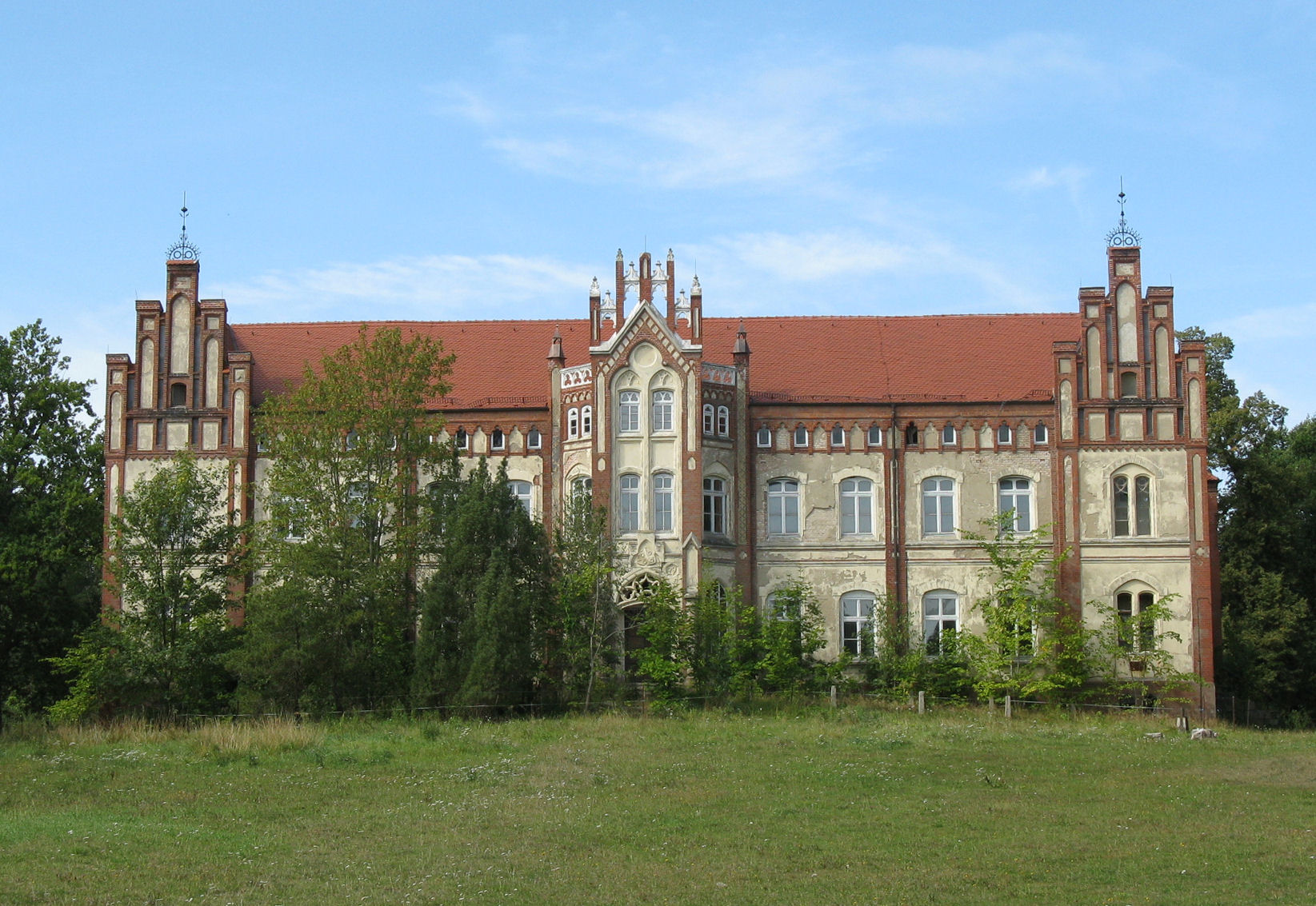
Walow (1384–1945 im Besitz der Familie)
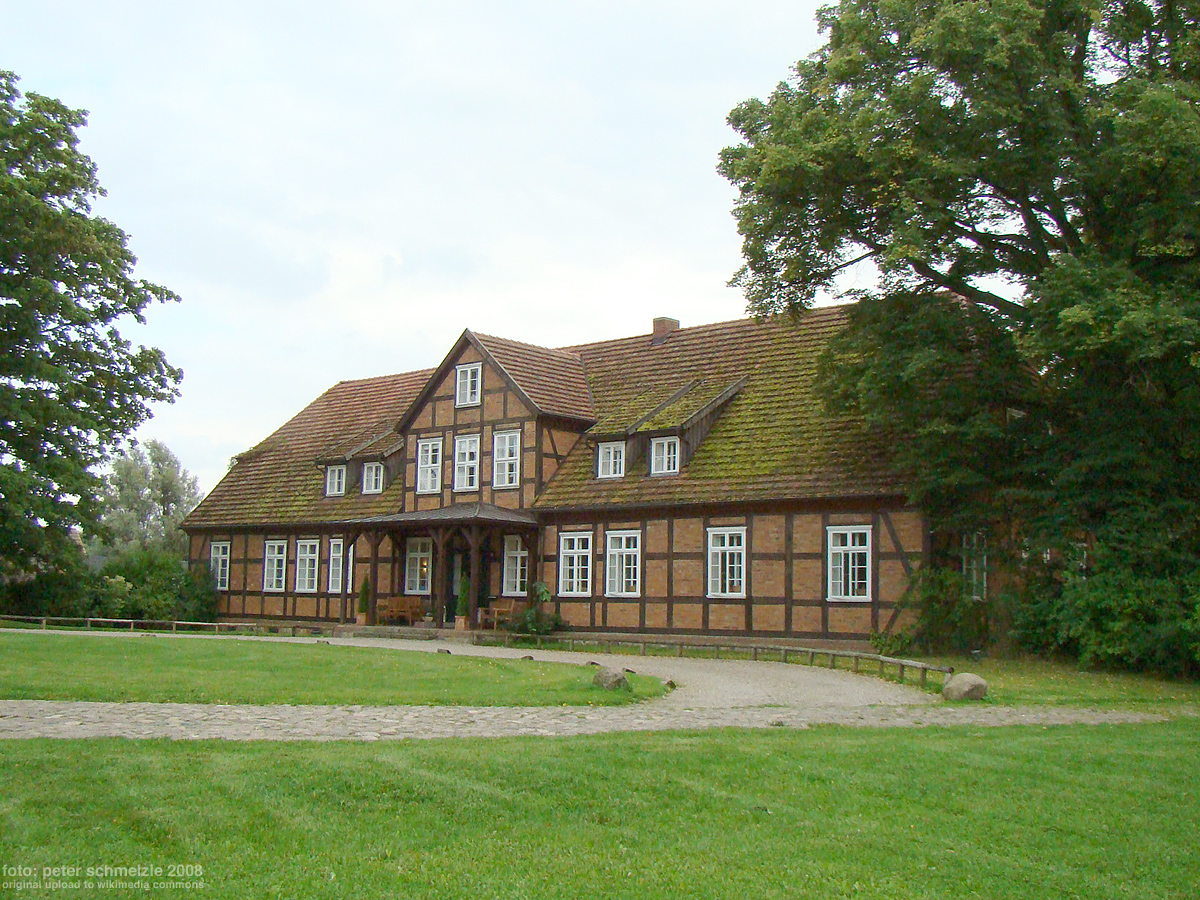
Woldzegarten (1477–1945 im Besitz der Familie)

## Bekannte Familienmitglieder

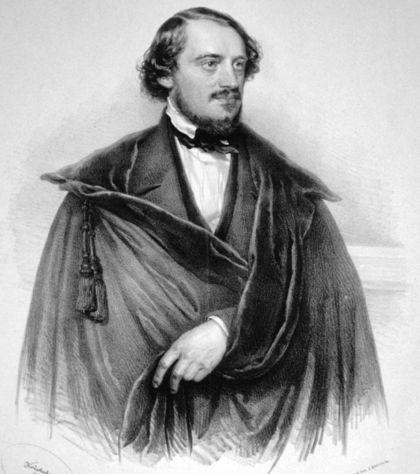
Friedrich von Flotow (1812–1883), Opernkomponist

- Georg Friedrich von Flotow (1786–1876), bayerischer Kämmerer und General,[4] 1829 in den bayerischen Freiherrenstand erhoben[5]
- Julius von Flotow (1788–1856), preußischer Kavalleriemajor und Botaniker
- Gustav von Flotow (1789–1864), königlich sächsischer Geheimer Rat und Pomologe
- Karl Friedrich von Flotow (1791–1871), preußischer Generalmajor
- Friedrich von Flotow (1812–1883), deutscher Opernkomponist (u. a. „Martha“)
- Otto von Flotow (1822–1900), preußischer Generalmajor
- Georg von Flotow (1837–1901), Mecklenburgischer Landrat
- Wilhelm von Flotow (1838–1915), preußischer Generalmajor
- Max von Flotow (1853–1919), Journalist, Chefredakteur des Frankfurter Generalanzeigers
- Hans von Flotow (1862–1935), deutscher Diplomat
- Erich von Flotow (1870–1940), deutscher Generalmajor
- Ludwig Freiherr von Flotow (1867–1948), als amtierender Außenminister letzter Chef des Österreichisch-Ungarischen Auswärtigen Dienstes von 1895 bis 1920
- Georg Jürgen von Flotow (1868–1956),[6] 1914–1916 Klosterhauptmann im Kloster Dobbertin
- Andreas von Flotow (1876–1950), deutscher Oberst, Teilnahme als Reiter an den O. S. 1912
- Andreas von Flotow (1900–1933), deutscher Politiker (NSDAP)
- Jürgen Tiedecke von Flotow (1902–1976), Gutsbesitzer, Mitbegründer[7] des Deutschen Adelsarchivs
- Christina von Flotow (* 1944), Geschäftsführerin[8] des Verlages Deutsches Adelsblatt